# Índice de reflectancia solar
El Departamento de Energía de la Universidad de California declara lo siguiente respecto al Índice de Reflectancia Solar: 

El Índice de Reflectancia Solar (siglas SRI en inglés) es una medida de la capacidad que un techo posee para rechazar el calor solar, que se manifiesta por una pequeña alsa de temperatura. Se define que un negro estándar (reflectancia  0.05, emitancia 0,9) es 0 y que un blanco estándar (reflectancia 0,8 y emitancia 0,9) es 100. Por ejemplo, el negro estándar tiene un aumento de temperatura de 90°F (50°C) en sol pleno y el blanco estándar tiene un aumento de temperatura de 14,6°F (8,1°C). Una vez calculado el aumento máximo de temperatura de un material determinado, se puede calcular el SRI interpolando entre los valores para blancos y negros.

Así que, el SRI es una escala de 0 a 100, siendo 0 el valor más plausible para absorber e irradiar calor (tal como un techo de alquitrán) y 100 siendo lo más reflectivo (calentándose menos), tal como el techo frío, el cual se pinta con pintura blanca reflectiva.
En LEED, las categorías de crédito para Sitios Sustentables se refieren al SRI como requisito para el cumplimiento del SSC7: Techos - Efecto de Isla de Calor que describe diferentes niveles de SRI para las azoteas de distintas pendientes.
Algunos otros conceptos que están relacionados con el SRI y que se utilizan comúnmente en LEED y la construcción ecológica son:
- Isla de calor: La diferencia de gradiente térmico entre áreas desarrolladas y no desarrolladas.
- Efecto Isla de Calor: La absorción de calor por pasarelas, tales como pavimento oscuro, no reflectante y edificios, y su radiación a las áreas circundantes.
- Albedo / reflectancia: Capacidad de una superficie para reflejar la luz del sol (0-1)
- Emisividad: La proporción de la radiación emitida por una superficie a la radiación emitida por un cuerpo negro a la misma temperatura.
- Emitancia: Capacidad de una superficie para arrojar la radiación térmica (de 0 a 1)